# Orquestra Sinfônica da Polícia Militar de Minas Gerais
A Orquestra Sinfônica da Polícia Militar de Minas Gerais é uma orquestra sediada em Belo Horizonte, Minas Gerais, Brasil.
Foi idealizada em 1948 pelo Tenente Jose Faustino Pereira e deixada aos cuidados de coronel Egídio Benício de Abreu,  do maestro Sebastião Vianna, assistente e revisor de Heitor Villa-Lobos e professor de importantes músicos brasileiros. É considerada a única orquestra militar da América Latina.
Sua primeira apresentação se deu em 18 de março de 1949, às 20 horas, no ginásio do antigo departamento de instrução – D.I, hoje Academia da Polícia Militar, tendo em sua direção e regência, ninguém menos, que o maestro Vila-Lobos. 
A orquestra se iniciou a partir da reunião dos músicos remanescentes de diversas bandas mantidas pelas organizações militares mineiras em um único corpo artístico, sob a regência de Sebastião Vianna o qual foi dissipulo do Mestre Faustino como era chamado. Seu atual regente é o maestro Capitão PM Músico Antônio Vicente Soares.
Subordinada à Polícia Militar do Estado de Minas Gerais, é composta por mais de 50 músicos, todos militares. Integra o Corpo Musical dessa instituição, composto ainda por 19 bandas de música e conjuntos de câmara.
Executa concertos em solenidades cívicas e militares de importância regional ou nacional, apresentações artísticas e culturais e eventos de caráter filantrópico.
Entre os músicos de relevo que fizeram parte da Orquestra Sinfônica da Polícia Militar desde sua fundação encontram-se Benito Juarez (posteriormente fundador e regente da Orquestra Sinfônica Municipal de Campinas) e Watson Clis, um dos principais violoncelistas brasileiros, atual primeiro violoncelo da Orquestra Sinfônica Municipal de São Paulo.